# Гулівер (хмарочос)
Багатофункціональний комплекс «Gulliver» (укр. «Гулівер») — споруда бізнес-класу в Києві висотою 141,8 м, друга за висотою будівля України. Має два блоки: 35-поверховий бізнес-центр та 16-поверховий розважальний комплекс. 2015 року поблизу комплексу відкрили площу зірок.

## Назва
Замовник ТзОВ «ТРИ О» віддав наказ найменувати комплекс звучним ім'ям «Continental», але назва остаточно не затвердилась, пізніше проводився конкурс на визначення назви будівлі і в серпні 2011 року будинок нарекли «Gulliver».

## Історія

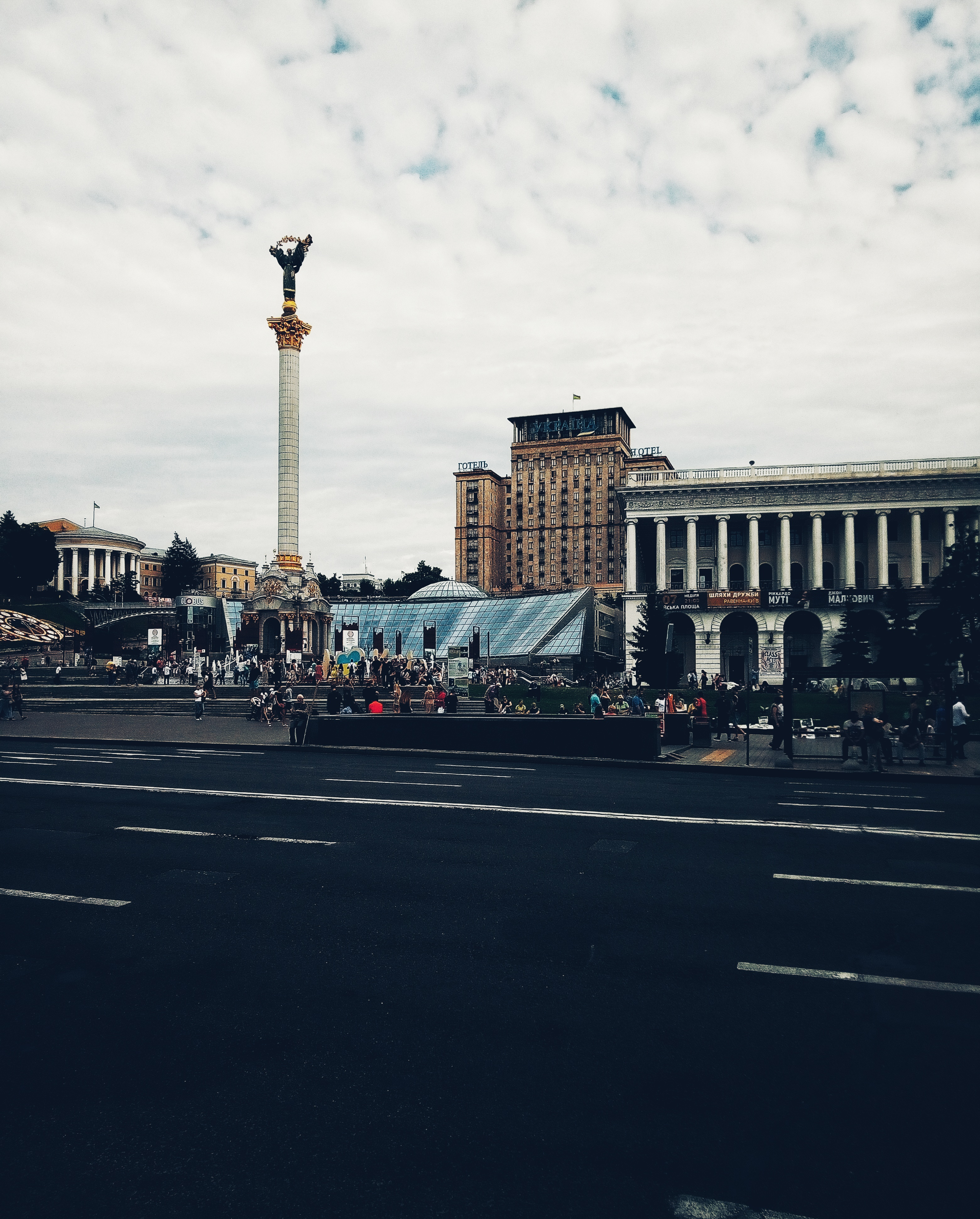
Будівництво хмарочоса (2009 рік)

На місці будівлі раніше знаходилося трамвайне розворотне кільце. У 2001 році трамвайні колії демонтовано, місце звільнене.
Перші проєкти «Гуліверу» з'явились ще у 2002 році. Будівництво розпочалось у серпні 2003 року, в ході будівництва проєкт видозмінювався, бетонно-скляний фасад був змінений на суцільно скляний.
Спорудження просувалось повільними темпами, до липня 2006 року встигли збудувати лише підземний паркінг. У листопаді цього ж року будинок мав вже 4 поверхи, на початку липня 2007 року — 14 поверхів.
Своєї максимальної висоти будівля досягнула у квітні 2008 року, коли були збудовані всі 35 поверхів. В серпні 2012 року будівництво було завершене, у вересні 2013 року відкритий.
23 травня 2024 року Спецкомісія ВР з захисту прав інвесторів назвала безпідставною спробу БЕБ передати ТРЦ до АРМА. Але 3 червня Шевченківський суд Києва дозволив передачу комплексу Gulliver в управління АРМА за запитом генпрокурора. Представники Gulliver заявили про порушення закону та фактичне захоплення бізнесу. Ощадбанк оголосив, що збитки через припинення виплат за кредитом власників ТРЦ могли сягнути 21 млрд грн (75 % власного капіталу банку, що становив 28,5 млрд грн).
У липні 2025 року центр було передано у власність консорціуму державних «Ощадбанку» та «Укрексімбанку».

## Послуги
Центр має площу 150 000 м², розділену на два блоки:
1. Торгово-розважальна частина, розташована на 10-ти поверхах, та 6-поверхова надбудова над розважальним комплексом. Інфраструктура торгово-розважальної частини містить: підземний супермаркет, площею понад 9 000 м², далі на перших 4-х поверхах розмістяться бутіки, вище буде знаходитися боулінг на 24 доріжки, 7-зальний кінотеатр, дитяча ігрова зона, ресторани, салони краси, фітнес-клуб із 25-метровим басейном.
2. 33-поверховий (35 поверхів із технічними) бізнес-центр, який складатиметься з офісних приміщень преміум-класу.

Послуги телекомунікаційні будуть надавати декілька операторів і один з них є ТОВ «Укрком».

## Характеристики
- Конструкція монолітно-каркасна.
- Висота стелі 3,6 м.
- У бізнес-центрі розташовані 8 високошвидкісних ліфтів ThyssenKrupp Elevator (швидкість 4 м/c, вантажопідйомність — 1000 кг)
- У ТРЦ знаходяться 20 ліфтів (4 панорамні і 16 звичайних), в розважальному центрі 10 ескалаторів.
- Інженерні мережі: автономна котельня, аварійний дизельний генератор і три трансформаторні підстанції. Будівлю обладнано системами кондиціювання, тепло- та водопостачання.
- Підземний 3-рівневий паркінг на 600 машиномісць, а також надземний паркінг на 150 машиномісць.

## Галерея

Вид на хмарочос від початку вулиці Басейної
Хмарочос (ракурс)
Хмарочос (ракурс)
Вид на хмарочос біля центрального входу БЦ «Парус» (інший київський хмарочос-рекордсмен)
Вид на БЦ «Парус» і ТРБЦ «Континенталь» з вулиці Мечникова
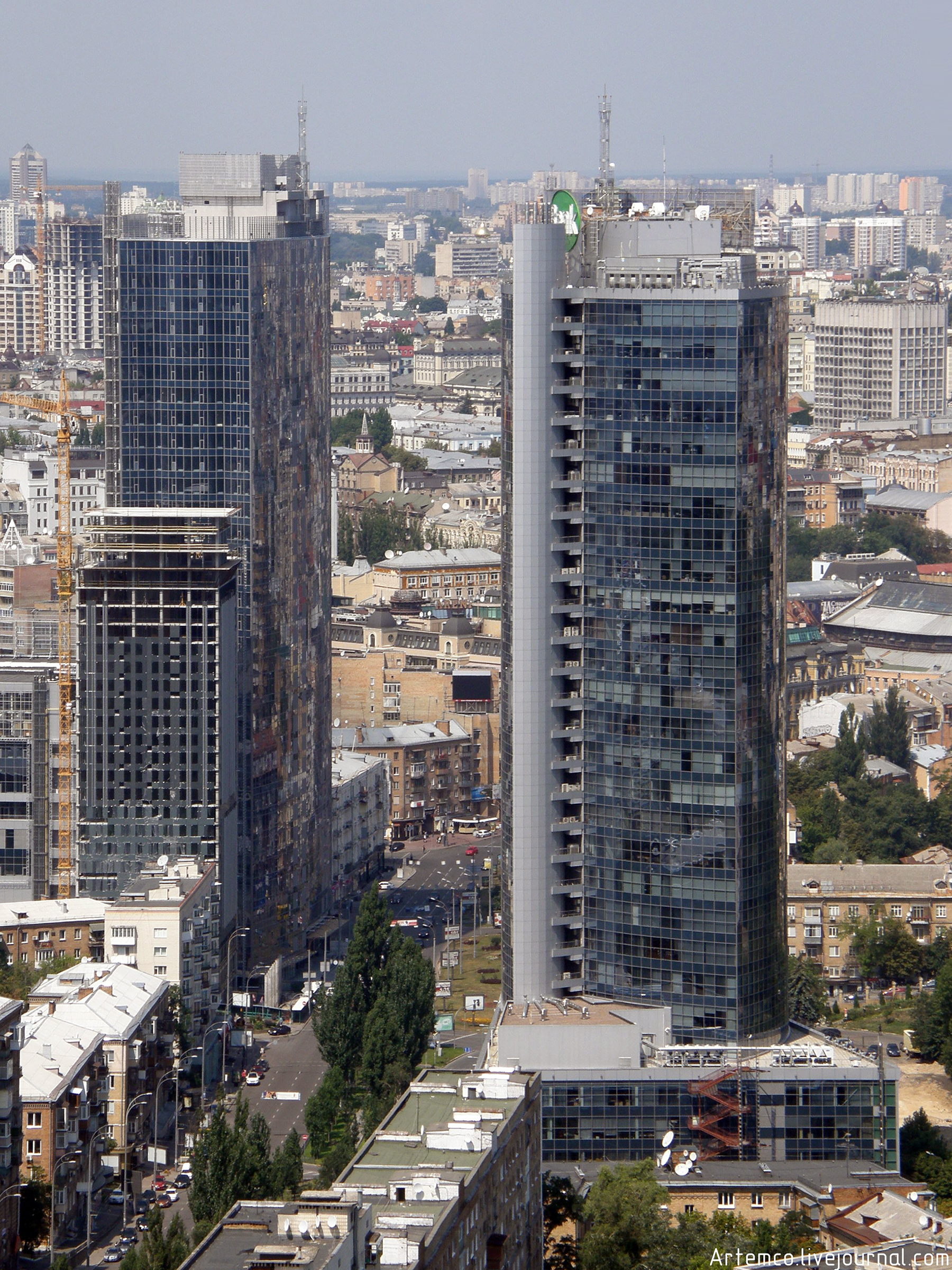
«Гулівер» і «Парус»